# Per Emil Söderwall
Per Emil Alexander Söderwall, född 7 december 1843 i Drängsereds socken i Hallands län, död 26 juni 1925 i Lund, var en svensk läkare.
Per Emil Söderwall blev student vid Lunds universitet 1860. Han blev medicine kandidat 1867 och medicine licentiat 1871 samt disputerade för medicine doktorsgraden 1881. Söderwall var distriktsläkare i Åmmebergs distrikt i Örebro län 1872–1873 och i Ronneby distrikt 1873–1878. Han utnämndes 1878 till förste stadsläkare i Lund.
Han var son till prosten Per Söderwall och Margareta Johanna von Wachenfeldt, bror till akademiledamoten Knut Fredrik Söderwall och far till regeringsrådet Knut Söderwall.